# Angle interne et angle externe

Angle externe et angle interne d'un pentagone régulier convexe.

L'angle externe est supplémentaire de l'angle interne, et non pas explémentaire.

En géométrie, deux côtés d'un polygone ayant un sommet en commun sont dits adjacents.
On appelle angle interne d'un polygone simple l'angle formé en un sommet de ce polygone, à l'intérieur de celui-ci, par les deux côtés de ce polygone adjacents en ce sommet.
Pour obtenir l'angle externe d'un polygone en un sommet, on choisit l'un des deux côtés adjacents en ce sommet et on prolonge l'autre côté à partir du sommet considéré. L'angle entre le côté fixé et le prolongement de l'autre côté adjacent s'appelle l'angle externe.
Comme il y a deux possibilités dans le choix du côté adjacent fixé, il y a deux manières de construire l'angle externe en un sommet. Ces deux angles étant opposés par le sommet, ils ont la même mesure.
- Si l'angle interne est inférieur à 180° (ce qui est toujours vrai pour un polygone convexe), sa somme avec l'angle externe vaut 180°.
- Si l'angle interne est supérieur à 180°, l'angle externe se retrouve à l'intérieur du polygone (la dénomination ci-dessus n'est donc plus pertinente) mais en l'orientant alors négativement, on maintient la propriété précédente.